# Hemierianthus gabonicus
Hemierianthus gabonicus är en insektsart som beskrevs av Henri Saussure 1903. Hemierianthus gabonicus ingår i släktet Hemierianthus och familjen Chorotypidae. Inga underarter finns listade i Catalogue of Life.